# Isaac de l'Ostal de Saint-Martin
Isaac de l'Ostal de Saint-Martin (Oloron-Sainte-Marie?, ca 1629 – Batavia, 14 april 1696) was een militair in dienst bij de VOC, raad van Indië en commandant van het garnizoen van Kasteel Batavia. Daarnaast hield hij zich bezig met botanie en het verzamelen van boeken in diverse talen, waaronder het Maleis.
Saint-Martin was een edelman, afkomstig uit de Béarn. Zijn (groot)vader heette waarschijnlijk Pierre de Lostal, heer van Roquebonne, Sendos et Maucor, vice-kanselier in Neder-Navarra en woonachtig in Saint-Palais of daar in de buurt. Pierre de Lostal was een ietwat dubieuze auteur die zich tot het calvinisme had bekeerd en Hendrik IV aanzette tot oorlog met Spanje om het zuidelijk deel van Navarra terug te krijgen. De bronnen over de familie Lostal zijn beperkt en maken het niet veel duidelijker. Vanaf 1620 viel Neder-Navarra onder Frankrijk en werd het calvinisme er bestreden.

## Biografie
Na zijn opleiding in het Staatse leger reisde Isaac in 1657 als vaandrig met Johan Bax van Herenthals en Hendrik van Rheede naar Batavia. Hij was gestationeerd op Ceylon (VOC-gebied) en in 1663 nam hij samen met Van Rheede deel aan de verovering van Cochin op de Malabarkust onder Rijcklof van Goens. In augustus 1664 werd hij bevorderd tot kapitein, net als Bax en Van Rheede. In 1672, toen de Republiek in oorlog was met Frankrijk, werd hij overgeplaatst naar Batavia. Daar werd hij kapitein in het Kasteel, de op één na hoogste militaire rang na sergeant-majoor Christiaan Poolman. In december 1676 vertrok hij met de expeditie van Cornelis Speelman naar Oost-Java om op verzoek van Amangkoerat I van Mataram de Trunajaya-opstand te bedwingen. Trunajaya werd verjaagd uit Surabaya maar trok zich met zijn troepen terug in Kediri in het binnenland. Toen Speelman in januari 1678 directeur-generaal werd in Batavia werd Saint-Martin gevraagd de leiding op zich te nemen, maar hij liet dat over aan Anthony Hurdt. In augustus trok deze met troepen van de VOC en Amangkoerat II naar Kediri, dat in november werd ingenomen. Saint-Martin hoorde bij de eersten die de kraton binnendrongen, maar Trunajaya was gevlucht. Amangkoerat II werd hersteld op de troon van Mataram.

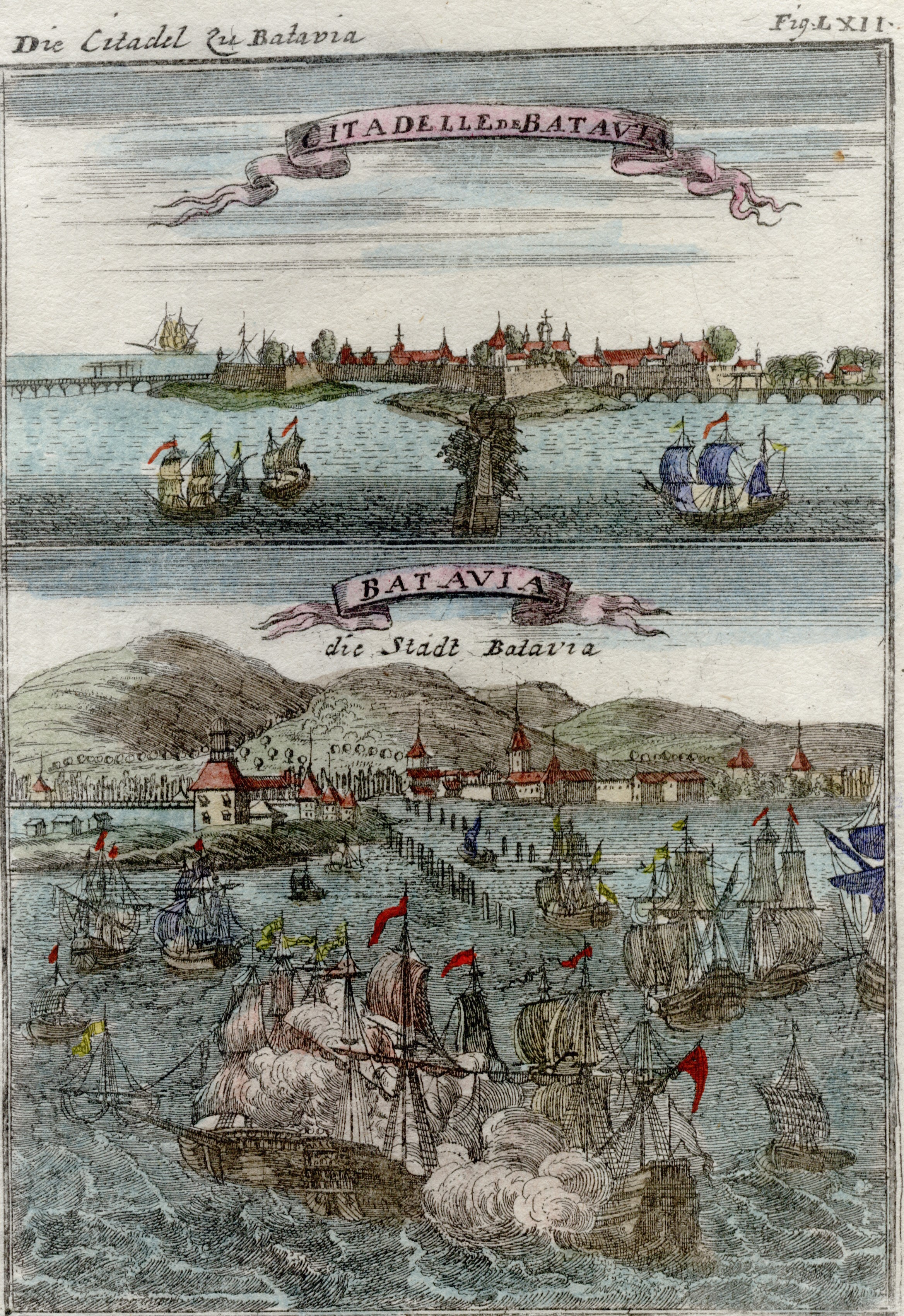
Batavia in 1683

In november 1679 volgde Saint-Martin de in Oost-Java overleden Poolman op als sergeant-majoor in Batavia. In 1680 trok hij met ruim 150 'cloecke Nederlandze militaire coppen' naar Ternate om gouverneur Robertus Padtbrugge bij te staan in zijn problemen met de wispelturige sultan Sibori, bijgenaamd sultan Amsterdam. In 1681 werd de VOC te hulp geroepen door Sultan Hadji in Bantam, die met zijn vader Ageng Tirtajasa en een jongere broer een strijd om de troonopvolging leverde. Saint-Martin werd in maart 1682 met een aantal schepen en soldaten naar de kust van Bantam gezonden, maar kon weinig uitrichten. In Batavia verweet men hem gebrek aan 'vigueur'. Hij werd in december vervangen door François Tack, die samen met de Ambonese kapitein Jonker na felle gevechten Sultan Hadji op de troon wist te krijgen. De Engelse kooplieden in Bantam beschuldigden Saint-Martin ervan dat hij de vlag op hun factorij had verscheurd en als sjerp om zijn lijf had gedragen. Bovendien zou hij £20.000 in zilver en goud van hen gestolen hebben. De Engelse koning Karel II stuurde in 1683 de gezant John Jardin naar de Republiek om een schadevergoeding te eisen van 360.000 pond sterling. Volgens de VOC was noch Saint-Martin, noch enige andere VOC dienaar in de Engelse factorij geweest, en stelde dat het 'een saacke is t'eenemael strijdigh met het naturel van denselven majoor Martin'. Onno Zwier van Haren verwerkte in Agon, sultan van Bantam (1769), een tragedie in vijf bedrijven, de wederwaardigheden van Saint-Martin.

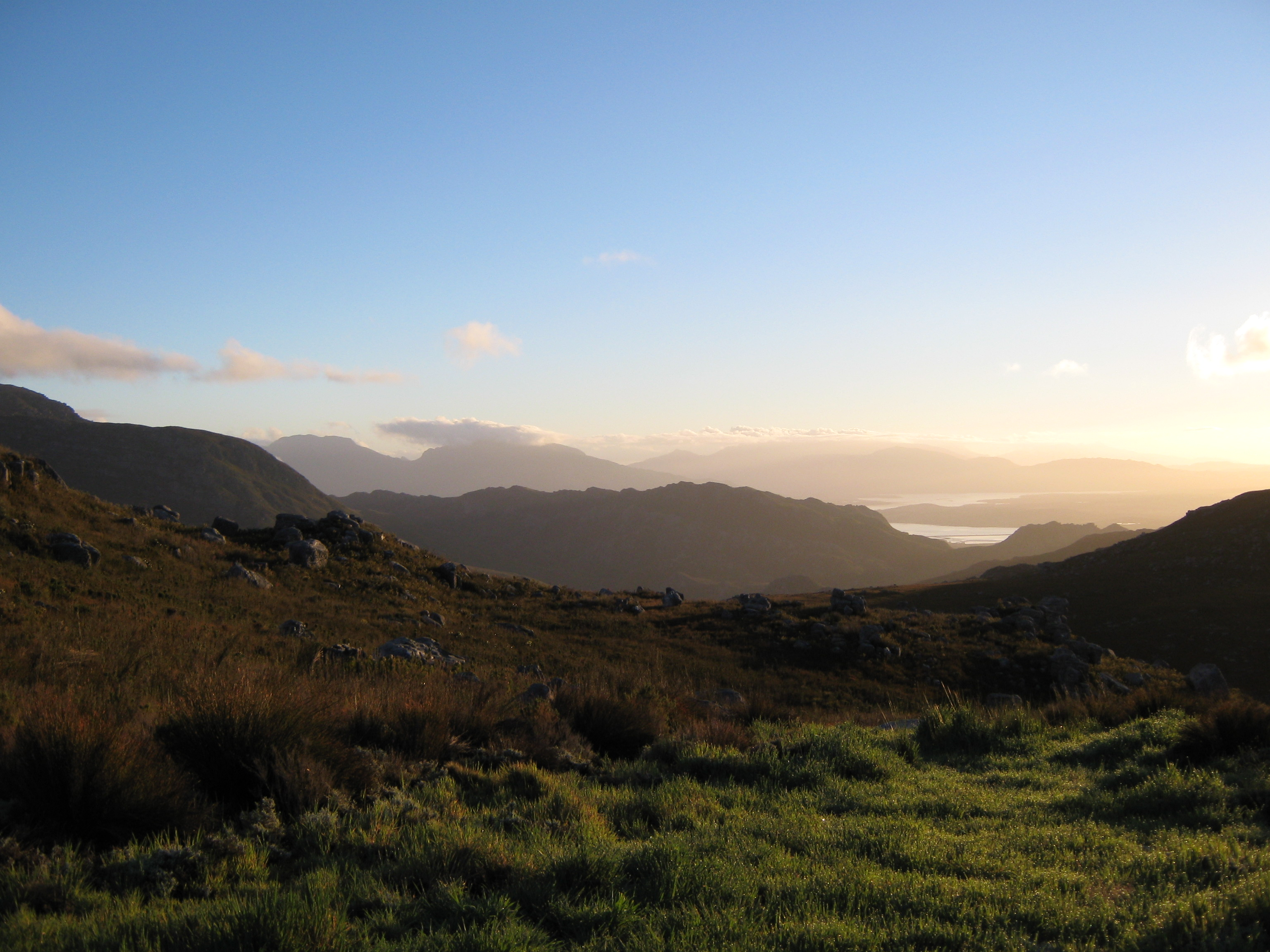
Hottentots-Holland

In 1683 vertrok hij met de retourvloot naar de Republiek. Hij woonde in Utrecht bij Van Rheede. In 1684 werd hij benoemd als buitengewoon Raad van Indië. Op de dag voor kerst vertrok hij met de tot commissaris-generaal benoemde Van Rheede met het schip Bantam weer naar Batavia. Onderweg brachten ze tijd door in de Kaapkolonie, waar toen de wijnbouw onder Simon van der Stel werd bevorderd. De mannen gingen op onderzoek uit om de Kaapflora te bestuderen en een vallei ten noorden van de Piketberg is naar Saint-Martin vernoemd. Ze troffen aan de Kaap het gezantschap van Lodewijk XIV naar de koning van Siam, en wisselden informatie uit. Aangezien Johan Bax van Herenthals in 1678 als gouverneur van de Kaap was gestorven, maakten ze plannen voor een mooi grafmonument met een inscriptie over hun succesvolle loopbanen.
In augustus 1685 was Saint-Martin weer terug in Batavia, waar hij weer sergeant-majoor van het Kasteelsgarnizoen werd en zitting nam in de Raad van Indië. Die was onderling verdeeld in twee tegenover elkaar staande facties. Hij sloot zich aan bij de factie van gouverneur-generaal Camphuys en Johan van Hoorn, die werd bestreden door de factie van Anthony Hurdt, die vond dat hij, en niet Camphuys, Speelman had moeten opvolgen als gouverneur-generaal. In november 1687 werd Saint-Martin door de Heren XVII benoemd tot gewoon Raad van Indië, maar al in 1688 vroeg hij ontslag en in het jaar daarop opnieuw, samen met Johan van Hoorn. In deze tijd speelde de kwestie rond kapitein Jonker, die zich op zijn als beloning verkregen landgoed in de Preanger despotisch gedroeg. Toen zijn oud-chef Saint-Martin hem daar op aansprak viel dat zo slecht dat hij met een groep fanatieke moslims een opstand ontketende, die eindigde met zijn dood in 1689.
In 1690 vertegenwoordigde Saint-Martin de Raad van Indië bij de troonsbestijging van de nieuwe sultan in Bantam. De jaren daarna was hij steeds vaker ziek en ging hij minder werken. Op 14 april 1696 overleed hij. Hij werd geroemd als iemand 'van veel curieusheijt en ondersoek omtrent den godsdienst en politiek der inlandse volkeren, hare historiën, inlandse gewassen etc.'

## De verzamelaar

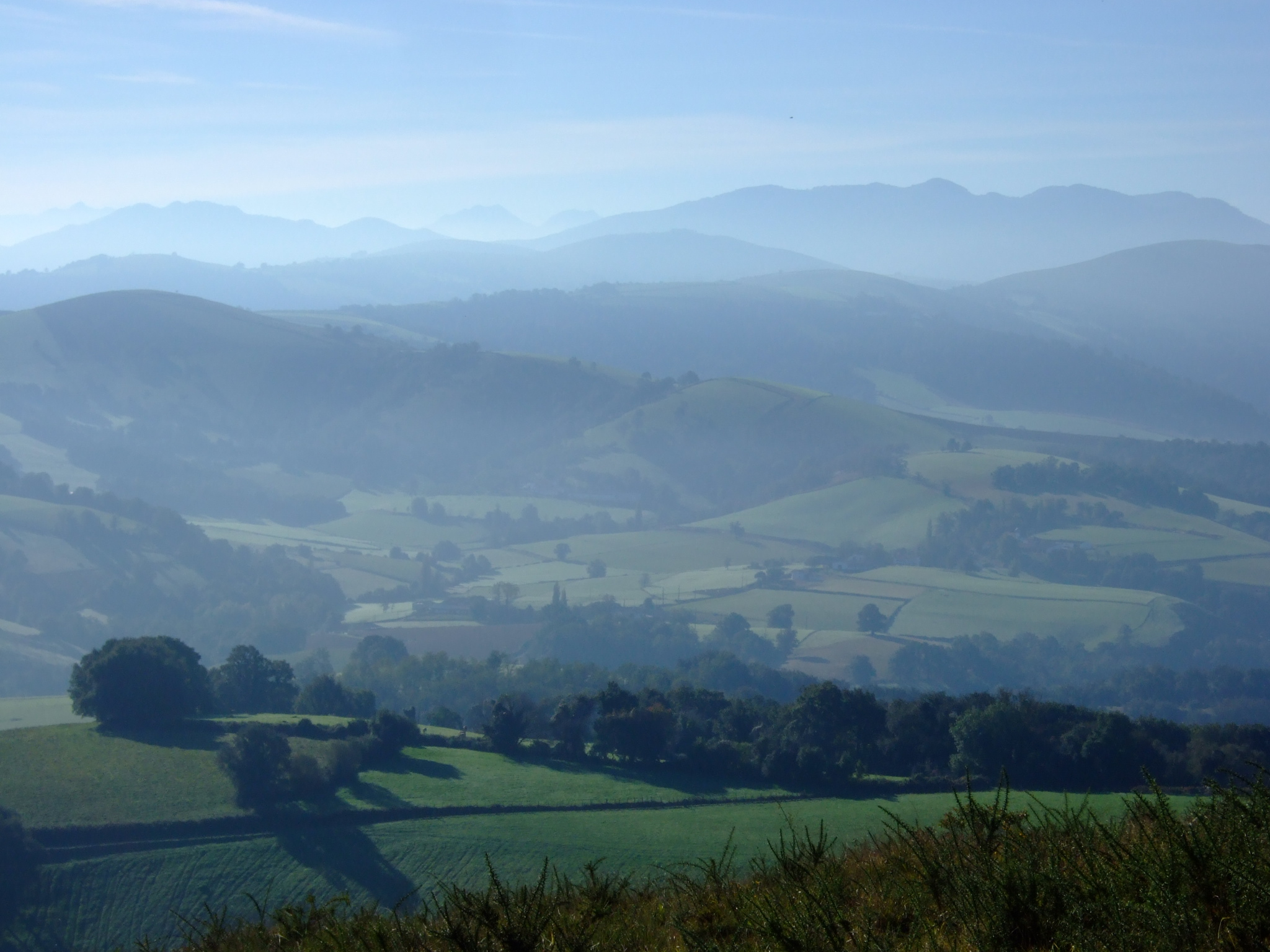
Landschap in Neder-Navarra

Saint-Martin was geïnteresseerd in botanie en had al diverse planten opgestuurd naar de Hortus Botanicus, voor een groot deel geïnitieerd door Joan Huydecoper van Maarsseveen (1625-1704). Hij ondersteunde de blinde botanicus en geograaf Rumphius die meerdere boeken schreef (d.w.z. dicteerde) over Ambon. Hij gaf Engelbert Kaempfer opdracht de samenstelling van Japans papier (washi) vast te leggen. Ook sprak hij Maleis, en vertaalde, bijgestaan door de linguïst Herbert de Jager, brieven van de vorsten van Bantam en Mataram.
Saint-Martin was grootgrondbezitter in onder meer wat nu Kemayoran heet. Deze naam is afgeleid van zijn rang destijds, sergeant-majoor. Het landgoed in de buurt van Weltevreden met een Japans paviljoen werd in 1745 een Chinese begraafplaats. De angst van veel Chinezen om terug te keren naar Batavia na de moord op de Chinezen in 1740 of het feit dat de Chinezen vanaf dat jaar geen grond of huizenbezit werd toegestaan in Batavia zou de aanleiding kunnen zijn geweest.
Saint-Martin was nooit getrouwd en erfgenaam was zijn broer Gratian, een advocaat in Oloron (Pyrénées-Atlantiques). Zijn landgoed ten zuidoosten van Batavia werd na zijn dood onmiddellijk verkocht omdat de VOC buitenlanders geen grondbezit toestond en ging daarom over naar Johan van Hoorn. Saint-Martin bezat een omvangrijke verzameling wapens, schelpen, drie microscopen en twee astrolabia. In 1924 kwam zijn collectie van 1200 boeken met Hebreeuwse, Maleise, Javaanse, Perzische, Arabische en Portugese teksten, deels afkomstig van Herbert de Jager, alsmede een zeldzame catalogus, via Pau terecht bij het Koninklijk Instituut voor Taal-, Land- en Volkenkunde. Daar bevindt zich ook een Verzameling brieven en losse aantekeningen afkomstig van Johan van Hoorn.